# Ids-Saint-Roch
Ids-Saint-Roch – miejscowość i gmina we Francji, w Regionie Centralnym, w departamencie Cher.
Według danych na rok 1990 gminę zamieszkiwało 298 osób, a gęstość zaludnienia wynosiła 11 osób/km² (wśród 1842 gmin Regionu Centralnego Ids-Saint-Roch plasuje się na 843. miejscu pod względem liczby ludności, natomiast pod względem powierzchni na miejscu 421.).